# Gabriel Bau
Gabriel Bau i Fortanete (Barcelona, 1892-1944) fue un futbolista español de principios del siglo XX.

## Biografía
La primera documentación escrita que tenemos de los principios de la carrera deportiva de Gabriel Bau, es de sus inicios en el Central en el año 1909.
El Central se disolvió y su campo fue adquirido por el Numancia que ingresó varios de sus jugadores. En este club barcelonés jugó Bau hasta que en el mismo año debutó con el Español, en el que jugó durante 3 meses, hasta que el  FC España, club también barcelonés (cuyo campo estaba ubicado junto al Hospital Clínico) se interesó por él.
Con el  FC España,equipo al que llamaban “los pequeños diablos”, fue 2 años consecutivos campeón de Cataluña y 2 veces finalista en el campeonato de España.
En 1914, el FC Barcelona se interesó por él delanteró y goleador del España, ganó el campeonato de Cataluña y fue máximo goleador del equipo por encima del gran Paulino Alcántara.
En 1916 ingresa en las filas del Badalona, donde jugará una temporada como capitán del equipo, le llamaban "el gran capitán",
para volver nuevamente al Barcelona al año siguiente para jugar la temporada 1917-18. La temporada 1918-1919 la jugará con el Badalona donde hizo de comodín como interior izquierda, de medio y de defensa hasta 1924.
En 1921 fue nombrado capitán de la Selección Catalana e hizo una gira por varios países europeos.
El 24 de febrero de 1924 se celebró un partido a beneficio suyo entre
el Badalona y una Selección Catalana en la que figuraban algunos jugadores del Barcelona.
Ese mismo año ficha por el Avenç del Sport donde acaba su carrera como jugador. El Avenç i L´Andreuenc se fusionan i nace la Unió Esportiva Sant Andreu, donde Bau hizo de entrenador.